# Театр Варьете («Мастер и Маргарита»)
Теа́тр Варьете́ — вымышленный эстрадно-цирковой театр из романа Михаила Булгакова «Мастер и Маргарита». На его сцене Воланд организует сеанс чёрной магии, сопровождающийся потоками «денежного дождя», отрыванием и возвращением головы конферансье, переодеваниями в «салоне парижских мод». Среди действующих лиц, причастных к театру или устроенному Воландом представлению, — гендиректор Степан Богданович Лиходеев, финдиректор Григорий Данилович Римский, администратор Иван Савельевич Варенуха, конферансье Жорж Бенгальский, председатель акустической комиссии Аркадий Аполлонович Семплеяров, буфетчик Андрей Фокич Соков, бухгалтер Василий Степанович Ласточкин, курьер Карпов.
В первых вариантах романа учреждение называлось театром Кабаре. Его прототипом был Московский мюзик-холл, который в 1926—1936 годах размещался в здании бывшего цирка братьев Никитиных на Триумфальной площади. В настоящее время это здание занимает труппа Театра сатиры.
Булгаков жил неподалёку от Мюзик-холла и, наверняка, часто его посещал.

## Сеанс чёрной магии

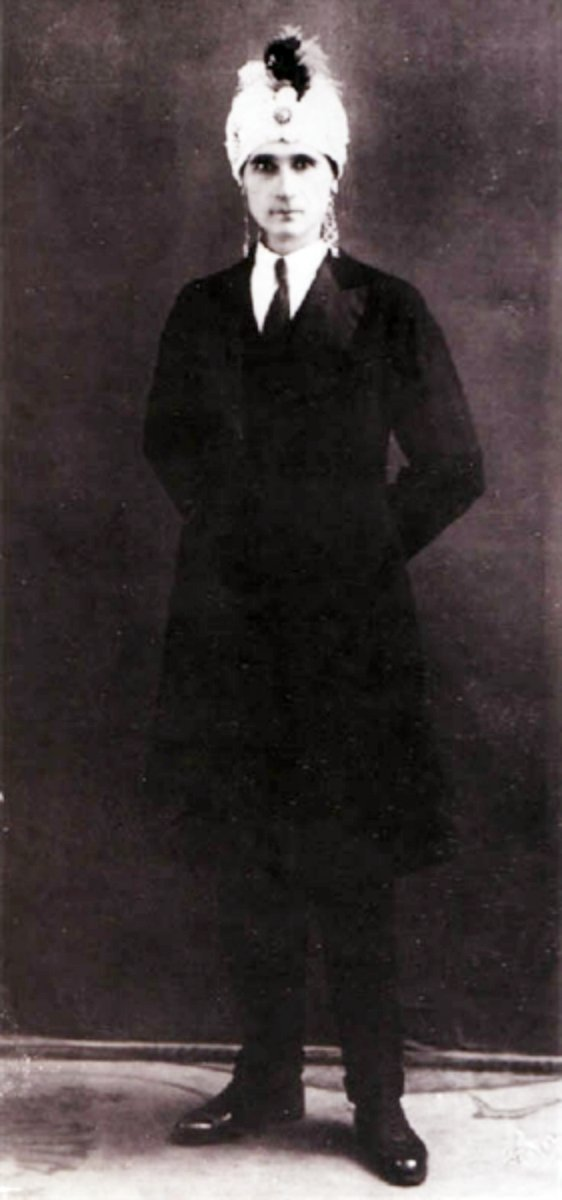
Артист Орнальдо. 1920-е годы

По мнению исследователей, некоторые сюжетные линии, связанные с сеансом массового гипноза, появились в результате наблюдения за артистом оригинального жанра Николаем Орнальдо, который в 1930-х годах выступал с иллюзионным театром в мюзик-холле, кинотеатрах и домах культуры. В его программе были карточные фокусы, «распиливание» ассистенток, сеансы «с лечением» и другие трюки.
Критики скептически воспринимали выступления Орнальдо: так, рецензент «Красной газеты» писал, что его программа «обставлена в духе самых старых традиций — то есть выступления чудодея, продавца счастья, целителя, излечивающего от пьянства, курения, сомнений и чёрт знает ещё какого ассортимента недугов».
Литературовед Владимир Лакшин в книге «Булгакиада» вспоминал, что народная молва наделяла Орнальдо демоническими качествами. Согласно одной из московских легенд, в середине 1930-х годов артист был арестован, однако, загипнотизировав следователя и охрану, беспрепятственно покинул застенки и отправился домой:
Орнальдо проделывал с публикой опыты, чем-то напоминающие представление Воланда: он не просто угадывал, но подшучивал и изобличал.
Кроме того, на создание главы о сеансе чёрной магии могли повлиять впечатления от представлений, которые давали в мюзик-холле отечественные и иностранные гастролёры. В арсенале российского грека Костано Касфикиса был трюк под названием «фабрика денег»: артист вкладывал в аппарат белые листы бумаги и после коротких манипуляций демонстрировал зрителям «настоящие» купюры, а его ассистенты использовали образы чертей. Американец датского происхождения Данте (Гарри Янсен), гастролировавший в Москве в 1928 году, выступал в гриме Мефистофеля; на зрителей он смотрел «со снисходительной улыбкой дьявола-философа».
Образ Жоржа Бенгальского является собирательным, однако исследователи обнаруживают сходство этого персонажа с московским конферансье Георгием (Жоржем) Раздольским и артистом мюзик-холла Александром Гриллем. Манера поведения Грилля напоминала стиль общения Бенгальского: он полушутливо расшаркивался перед залом, любил «галантные полупоклоны»; его реплики сопровождались «возбуждённо-радостным потиранием рук».
Мнения о том, кто является возможным прототипом одного из самых заметных зрителей театра Варьете — начальника Акустической комиссии московских театров Аркадия Аполлоновича Семплеярова — у исследователей расходятся. Так, автор книги «Булгаковская Москва» Борис Мягков убеждён, что поиски прототипа следует начинать с места работы персонажа; в реальности акустической комиссии в Москве не существовало, но были инстанции, близкие ей по ведомственным функциям. Булгаков хорошо знал их руководителей; благодаря этому «сложился» образ Семплеярова.
Иную версию выдвигает составитель «Булгаковской энциклопедии» Борис Соколов. Он считает, что «главным прототипом» Семплеярова был партийный и государственный деятель Авель Енукидзе, возглавлявший комиссию по руководству Большим и Художественным театрами и отличавшийся пристрастным отношением к молодым актрисам:
«Разоблачение» Семплеярова на сеансе чёрной магии стало своеобразной местью Булгакова Авелю Енукидзе, причём ещё задолго до падения Авеля Сафроновича. Но в эпилоге, написанном уже после казни незадачливого секретаря ВЦИК <...>, автор «Мастера и Маргариты» существенно смягчил участь героя по сравнению с прототипом: Семплеярова всего лишь отправляют заведовать грибозаготовочным пунктом в Брянске.

## Разоблачения
Навязчивое желание разоблачений, высказываемое конферансье Бенгальским и Семплеяровым, было очень актуально в те времена и часто заявлялось на афишах. Оно отсылает, в том числе, к гастролям австрийца То-Рама в 1926 году в том же Мюзик-Холле и последовавшим разоблачениям его трюков советским подражателем Сен-Вербудом, язвительно высмеянным Ильфом в фельетонах «В золотом переплёте» и «Нарсудья — победитель факиров».
Зачастую жажда разоблачения принимала скандальный характер:

Один [случай] был в этом году в Баку с иллюзионистом Касфикисом. Он вывел на сцену десять-двенадцать человек, проделал над ними массу головоломных и фантастических вещей и вызвал восторги зрителей действительно блестящими опытами. Потом Касфикис, во исполнение обещанного на афише объяснения, разоблачил свой номер: «Делается это просто, и каждый из вас может повторить все мои опыты. Для этого вы берете с биржи труда несколько безработных, платите им соответствующее вознаграждение, и они — как вы изволили видеть — прекрасно выполняют все мои приказания».

Публика устроила скандал, в сущности, несправедливый, так как больше половины цирковых гипнотизеров делает то же, но не объясняет технику номера.— Уразов И.А.

## Литературные параллели
Тема «денежного дождя», обрушившегося на зрителей во время сеанса, восходит к «Фаусту»; этот эпизод сродни сцене из второй части поэмы, во время которой Мефистофель создаёт фиктивные купюры. В то же время булгаковеды отмечают параллель и с «Путевыми картинами» Генриха Гейне; в произведении немецкого поэта и публициста прослеживается мысль о том, что «господь бог сотворил слишком мало денег».
К созданию на сцене Варьете «салона французской моды» Булгакова мог натолкнуть рассказ Александра Амфитеатрова «Питерские контрабандистки»; его сюжет строится вокруг нелегального «домашнего» магазина, в котором можно приобрести «модный и галантерейный» товар, вывезенный из-за границы.
Завершающим аккордом сеанса чёрной магии является «разудалый марш», исполняемый специально для Семплеярова: «Его превосходительство / Любил домашних птиц / И брал под покровительство / Хорошеньких девиц!» Текст этих куплетов из водевиля Дмитрия Ленского «Лев Гурыч Синичкин, или Провинциальная дебютантка» был хорошо знаком Булгакову: в театре имени Вахтангова их исполнял Рубен Симонов. Включив куплеты в свой роман, писатель видоизменил их; в оригинале они звучат так: «Её превосходительство / Зовёт её своей / И даже покровительство / Оказывает ей».
Эпизод, когда директор Варьете Стёпа Лиходеев обнаруживает себя в Ялте, имеет «очевидную связь» с рассказом Михаила Зощенко «Землетрясение»: его герой Снопков, выпив «полторы бутылки горькой», заснул во дворе накануне серии крымских землетрясений. Придя в себя, Снопков не смог узнать ни города, ни улицы и потому обращался к прохожим с вопросом о том, где он находится.
Изгнание Лиходеева из Москвы связано с манифестом футуриста Маринетти, который считал, что «театр Варьете разрушает всё торжественное, святое, серьёзное в искусстве»:
Булгаков руками нечистой силы наказывает всех причастных к театру Варьете за опошление высокого искусства в духе призывов Маринетти, манифест которого оборачивается сеансом чёрной магии. Директор театра Степан Богданович Лиходеев из своей квартиры выброшен Воландом в Ялту, администратор Варенуха становится жертвой вампира Геллы. <...> Наказана и публика, потерявшая и призрачные парижские наряды, и свои настоящие московские.